# (21751) Jennytaylor
(21751) Jennytaylor est un astéroïde de la ceinture principale.

## Description
(21751) Jennytaylor est un astéroïde de la ceinture principale. Il fut découvert le 9 septembre 1999 à Socorro (Nouveau-Mexique) par le projet LINEAR. Il présente une orbite caractérisée par un demi-grand axe de 2,38 UA, une excentricité de 0,14 et une inclinaison de 1,5° par rapport à l'écliptique.